# Chrostobapta kuehni
Chrostobapta kuehni là một loài bướm đêm trong họ Geometridae.